# Pseudocalais
Pseudocalais là một chi bọ cánh cứng trong họ 
Elateridae.
Chi này được miêu tả khoa học năm 1971 bởi Girard.

## Các loài
Chi này gồm các loài:
- Pseudocalais longipennis (Schwarz, 1900)